# 耳柄紫堇
耳柄紫堇（学名：Corydalis auriculata）为罂粟科紫堇属下的一个种。

## 扩展阅读
- 維基物種上的相關：耳柄紫堇